# Willy Rumpf

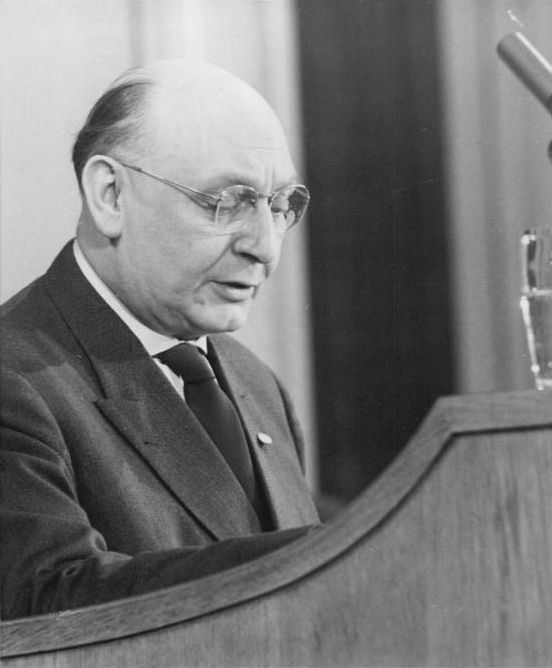
Willi Rumpf begründet den Beschluss über den Staatshaushaltsplan 1962

Willy Rumpf, auch Willi Rumpf, (* 4. April 1903 in Berlin; † 8. Februar 1982 in Ost-Berlin) war Minister der Finanzen der DDR.

## Leben
Als Sohn eines Angestellten absolvierte er nach dem Besuch der Volksschule von 1917 bis 1920 eine Ausbildung zum Versicherungsangestellten und arbeitete bis 1932 als Buchhalter, Kassierer und Korrespondent im Außenhandel. 1920 trat er dem Kommunistischen Jugendverband Deutschlands, 1925 der KPD bei. Ab 1933 leistete er illegalen antifaschistischen Widerstand, war von 1933 bis 1938 im Zuchthaus und im Konzentrationslager Sachsenhausen in Haft. Danach arbeitete er wieder als Angestellter und war Mitglied der Widerstandsgruppe von Robert Uhrig. 1944 und 1945 war er erneut in Haft.
1945 bis 1947 war er stellvertretender Leiter der Finanzabteilung des Magistrats von Groß-Berlin, 1947 und 1948 Leiter der Treuhandverwaltung Berlin, 1948 und 1949 Leiter der Hauptverwaltung Finanzen der Deutschen Wirtschaftskommission und 1949 bis 1955 Staatssekretär im Ministerium der Finanzen.

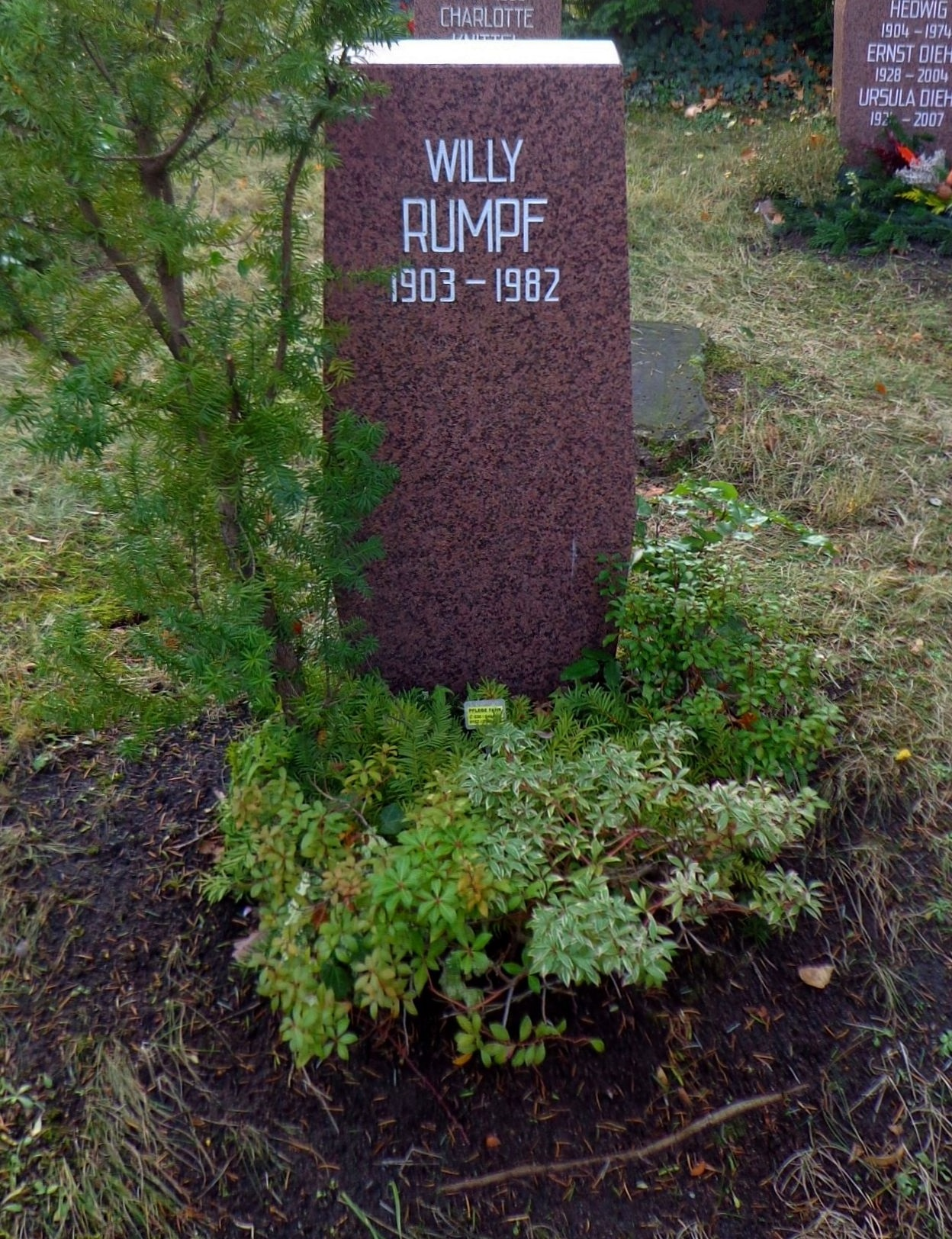
Grabstätte

1946 trat Rumpf der SED bei. Er war 1949 bis 1967 Abgeordneter der Volkskammer, ab 1950 Kandidat und ab 1963 Mitglied des Zentralkomitees der SED. 1955 bis 1966 war er Minister der Finanzen und Mitglied des Ministerrates, ab 1963 seines Präsidiums.
Willy Rumpf war verheiratet mit Ella, geb. Winzer (Mitglied im sog. M-Apparat der KPD, vorher mit dem ermordeten Rudolf Schwarz verheiratet, welcher ebenfalls zum M-Apparat gehörte) und damit Schwager des DDR-Außenministers Otto Winzer. Dieser wiederum war mit Willy Rumpfs Schwester Erna verheiratet.
Seine Urne wurde in der Grabanlage Pergolenweg des Berliner Zentralfriedhofs Friedrichsfelde beigesetzt, wo auch seine Schwester Erna und sein Schwager Otto Winzer bestattet sind.

## Auszeichnungen
- 6. Mai 1955 Vaterländischer Verdienstorden in Silber
- 1958 Vaterländischer Verdienstorden in Gold
- 1963 Karl-Marx-Orden
- 1965 Banner der Arbeit
- 1968 Ehrenspange zum Vaterländischen Verdienstorden in Gold
- 1973 Ehrentitel Held der Arbeit[2]
- 1978 Orden Stern der Völkerfreundschaft

## Privates
Willy Rumpf war verwandtschaftlich doppelt mit Otto Winzer verbunden: 
- Rumpfs Schwester Erna (1904–1975) war Otto Winzers Ehefrau. Auch ihre Urne ist in der Grabanlage Pergolenweg der Gedenkstätte der Sozialisten auf dem Berliner Zentralfriedhof Friedrichsfelde beigesetzt.
- Rumpf selbst war bis zu seinem Tode mit Ella (1907–2002) verheiratet, der Schwester Otto Winzers. Ella, geb. Winzer, war für den sogenannten M-Apparat tätig gewesen, dem Nachrichtendienst der KPD. Sie war in erster Ehe mit Rudolf Schwarz verheiratet, der am 1. Februar 1934 mit John Schehr „auf der Flucht erschossen“ wurde.[3] Sein Sohn Guido Rumpf diente in der NVA und war lange Jahre als Kapitän zur See Kommandeur eines Truppenteils der Volksmarine.[4]

## Schriften
- Die neue Finanzpolitik, Dietz Verlag Berlin 1950